# يانو دي بويريبا
بلدية يانو دي بويريبا (بالإسبانية: Llano de Bureba)‏, هي إحدى بلديات مقاطعة برغش, التي تقع في منطقة قشتالة وليون, والتي تقع في شمال غرب إسبانيا.
يبلغ عدد سكانها 54 نسمة وفقاً لإحصائية سنة (2002).